# Fitzroy River (King Sound)
Der Fitzroy River ist ein Fluss in der Region Kimberley im Norden des australischen Bundesstaates Western Australia.

## Geografie
Der Fluss entspringt an den Westhängen des Mount Wells im Ostteil der King Leopold Ranges und fließt von dort nach Westen bis zum Ende der Narrie Range. Dort wendet er seinen Lauf nach Südwesten und durchquert die Stadt Fitzroy Crossing am Great Northern Highway. Weiter südlich, an der St. Georges Range, biegt er wieder nach Westen ab und setzt seinen Lauf am Nordrand der Großen Sandwüste in westlicher und nordwestlicher Richtung fort. Bei Yeeda, rund 40 Kilometer südlich von Derby, mündet er in den King Sound, eine Bucht des Indischen Ozeans.
Die Länge des Flusses beträgt 656 km. Das Einzugsgebiet des Flusses umfasst 93.829 km².

### Nebenflüsse mit Mündungshöhen
- Little Fitzroy River – 337 m
- Collis Creek – 302 m
- Hann River – 252 m
- Roy Creek – 189 m
- Adcock River – 183 m
- Spider Creek – 175 m
- Cowendyne Creek – 173 m
- Stony Creek – 127 m
- Sandy Creek – 123 m
- Pigeon Creek – 118 m
- Margaret River – 113 m
- Starion Creek – 111 m
- Blariyaning Creek – 102 m
- Christmas Creek – 93 m
- Cunninghame River – 80 m
- Nerrima Creek – 41 m
- Geegully Creek – 33 m
- Mudjalla Creek – 29 m
- Minnie River – 10 m
- Yeeda River – 4 m

(Quelle:)

### Durchflossene Seen
In seinem Unterlauf durchfließt der Fitzroy River einige permanent mit Wasser gefüllte Pools:
- Alligator Pool – 116 m
- Broken Wagon Pool – 20 m
- Chestnut Pool – 20 m
- Tumblegoodine Pool – 12 m
- Jarrananga Pool – 6 m
- Snag Pool – 6 m

## Geologie
Das Fitzroy Valley ist eine getrennte physiografische Abteilung des Canningbeckens, die wiederum Teil des größeren Australischen Schilds ist.

## Geschichte
Der Fluss wurde 1837 von George Grey auf einer Fahrt der Beagle entdeckt. Am 26. Februar 1838 wurde der Fluss von Leutnant J. L. Stokes nach Kapitän Robert FitzRoy von der Royal Navy benannt. Die oberen Flussregionen wurden erst Ende des 19. Jahrhunderts erforscht, beispielsweise durch Alexander Forrest, der 1879 das Gebiet bereiste, in dem der Margaret River in den Fitzroy River mündet (ca. zehn Kilometer südlich der vier Jahre später entdeckten Geikie Gorge). Hier entstand um die Jahrhundertwende die anfangs nur aus zwei Farmen und einer Herberge bestehende Stadt Fitzroy Crossing.
Erwähnenswert ist hierbei das kartographische Lebenswerk von Guillaume Le Testu von 1555, welches den genauen Küstenverlauf von Westaustralien darstellt – 43 Jahre bevor der damals nur hypothetische Südkontinent Terra Australis incognita in einem an der Universität Löwen gedruckten Buch offiziell mit dem Fünften Kontinent assoziiert wurde. Ins Mündungsgebiet des Fitzroy Rivers setzte er die Bezeichnung „Terra Australis“ und war damit den Erkenntnissen der damals führenden Navigatoren und Kartografen der Niederlande um ein halbes Jahrhundert voraus.
Woher er seine genauen Kenntnisse hatte – oder ob sie teilweise seiner Fantasie entsprangen – ist nicht ganz zu klären. Die Iles des Crifors vor dem heutigen Joseph-Bonaparte-Golf sind zwar unauffindbar, aber das durchaus realistisch kartierte Fitzroy-Delta und die Einkerbungen der Flüsse und des Cape Londonderry sprechen für solide Quellen oder eventuell eigenen Augenschein. Denn woher hätte man sonst 1555 an der französischen Kanalküste sogar von Gürteltieren, die ausschließlich in Süd-, Mittel- und südl. Nordamerika vorkommen, und Dingos gewusst, die laut offiziellen Berichten erst um 1660 entdeckt wurden, mit denen aber die Karte geschmückt ist.

### Staudämme am Fitzroy River
In den 1950er-Jahren wurde der Fitzroy River als Teil des fehlgeschlagenen Camballin Irrigation Scheme umgeleitet, um Wasser für die Bewässerung von Baumwoll-, Sorghumhirse- und anderen Futterpflanzenfeldern aufzustauen. Dort entstand ein zwölf Hektar großer Stausee.
In der Vergangenheit gab es auch Vorschläge, den Fluss in der Dimond Gorge anzustauen.
Im April 2007 stellte der Oppositionsführer im Parlament von Western Australia, Colin Barnett, seine Pläne zum Anstauen des Flusses vor, die er im Falle seiner Wahl realisieren wollte. Sein Vorbild waren die Bewässerungsanlagen im Murray-Darling-Becken, das wegen der Dürre oft mit Wasserknappheit zu kämpfen hatte. Sein 20-Jahres-Plan sah auch eine Einspeisung über Fernrohrleitungen in die Wasserversorgung von Perth vor.